# Blockley
Blockley é uma paróquia e aldeia do distrito de Cotswold, no condado de Gloucestershire, na Inglaterra. De acordo com o Censo de 2011, tinha 2041 habitantes. Tem uma área de 30,52km².
O aglomerado, assente numa área de espectacular beleza natural (AONB, em inglês), caracteriza-se pela cor dourada das suas casas, própria do calcário  oolítico com que estão construídas. Antigo centro têxtil, os seus moinhos foram convertidos em casas, pelo que ainda conserva o seu carácter histórico. Um destes moinhos, o Mill Dene Garden, é uma das principais atracções de Blockley.